# Bambadinca
Bambadinca è un settore della Guinea-Bissau facente parte della regione di Bafatá.